# Кетнерс, Волдемарс Эрнестович
Волдема́рс Эрне́стович Ке́тнерс (латыш. Voldemārs Ketners, 7 августа 1949 года, Валка — 10 июля 2009 года, Огре) — выдающийся советский и латышский радиолюбитель-конструктор, кавалер Золотой медали ВДНХ СССР и многократный призёр Всесоюзных выставок творчества радиолюбителей при ДОСААФ, многолетний автор множества публикаций в радиотехнических изданиях СССР, Почётный радист СССР, создатель радиоэлектронной фирмы и торговой марки WalKet. Позывные: до 1991 — UQ2GFL, с 1992 — YL2FL.

## Детство
Волдемарс (уменьш. Валдис) Кетнерс родился в г. Валка Латвийской ССР вторым ребенком после брата, Я́ниса Кетнерса. Отец — Эрне́ст Кетнерс, учитель до 1940, а в 1949 — техник радиоузла в Доме культуры г. Валка, затем электромеханик на рижском заводе ВЭФ. Мать — Ра́сма Штейне́рте, тоже учитель до 1940, в после войны — работница того-же радиоузла, затем почты, далее повар и домохозяйка.
Первые годы Кетнерса прошли в г. Валка. Спустя несколько лет родители расстались, и Кетнерса до 14 лет воспитывал отец и его сестра Вероника Кетнере. С 1956 года он учился в школах городов Валки и Бауски, а после девяти классов — в 1-м профтехучилище связи в Риге. Аттестат о полном среднем образовании был ему выдан лишь в 1979 году в вечерней школе г. Тырныауз (Кабардино-Балкария), высшего же официального он так и не получил.

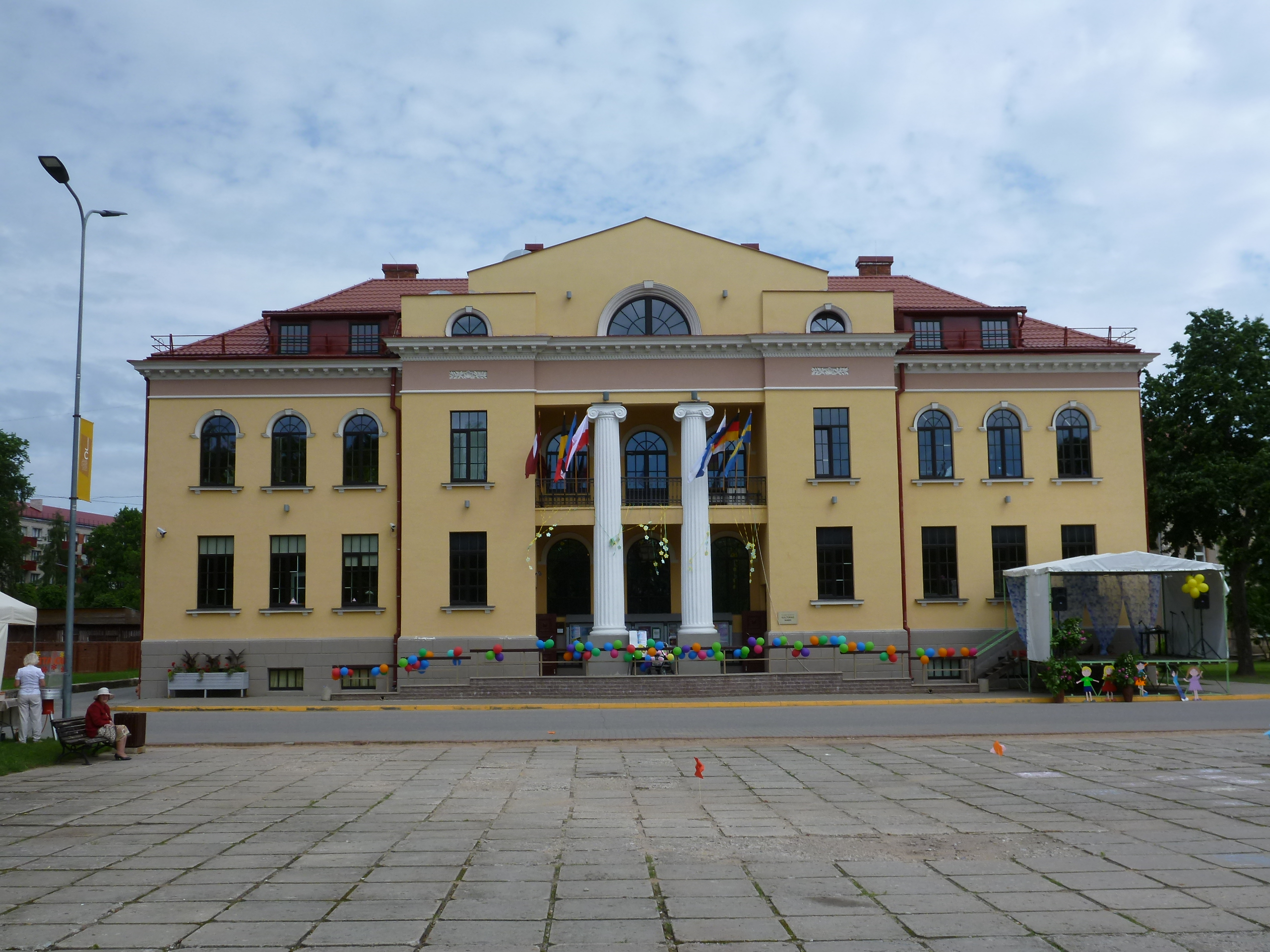
Здание бывшего Дома культуры в г. Валка

## Работа
С электричеством Кетнерса познакомил его отец. В годы ПТУ Кетнерс создал домашнюю лабораторию с осциллографом и генераторами сигналов, а по окончании училища поступил на Рижский телецентр, где работал со всеми видами телевизионной аппаратуры. Далее он был призван в советскую армию и служил в Белорусской ССР, где получил практический опыт в военной радиосвязи и самостоятельной жизни. После службы он построил собственный дом в г. Огре и некоторое время работал на участке радиосвязи Огрского трикотажного комбината.
В 70-е Кентерс стал сотрудником одной из лабораторий Института физики АН Латвийской ССР и, как радиолюбитель-конструктор, участвовал в радиовыставках различного ранга, в том числе в международной выставке «Связь-75», проходившей в Москве. Стал активным радиоспортсменом и не раз выступал за республиканскую сборную команду по «охоте на лис», занимая призовые места в соревнованиях.
В 1973 на 26-й Всесоюзной выставке творчества радиолюбителей-конструкторов ДОСААФ на ВДНХ, В. Кетнерс получил 2-е место за электромузыкальный инструмент «электрогитара-орган», чьё подробное описание вышло во втором номере журнала «Радио» за 1976 и стало популярным.
В 1981, на 28-й Всесоюзной выставке, он впервые получил первый приз за приемник-пеленгатор для радиосоревнований.
В 1984, на 30-й Всесоюзной юбилейной выставке, Кетнерс получает её главный приз за разработанный им декодер PAL для просмотра в цвете зарубежного видео и ТВ на телевизорах, выпускаемых в СССР с официально принятой системой цвета (SECAM). Декодер вскоре стал одной из самых массовых радиолюбительских конструкций 1980-х, до появления в начале 1990-х годов в свободной продаже микросхем декодеров PAL фирмы Филипс. Поскольку официальное приобретение в СССР микросхем декодера ПАЛ было невозможно, декодер Кетнерса был выполнен полностью на транзисторах, что позволило собрать декодер на имеющейся в СССР элементной базе без использования зарубежных электронных компонентов.
В 1989 году на 34-й радиолюбительской выставке В. Кетнерс получил три главных места и Золотую медаль ВДНХ за первый в СССР, выполненный радиолюбителем приёмный комплекс спутникового телевидения.
В конце 1980-х Кетнерс официально зарегистрировал одно из первых частных производств в СССР — радиотехническую фирму WalKet, выпускавшую спутниковые ТВ-аксессуары, а также широкий ассортимент готовых электронных изделий, наборы для самостоятельной сборки тюнеров спутникового телевидения и комплекты документации для производства на местах. В те же годы, на базе своих разработок и опыта работы на Рижском телецентре, он основал местное Огрское телевидение.
После распада СССР и начала массового ввоза дешёвых электронных товаров иностранного производства, Кетнерсу пришлось выдерживать конкуренцию с потерей многолетней сети клиентов. После пика популярности и рентабельности в начале 1990-х, производство WalKet постепенно становилось малодоходным, а в 2000-е годы было фактически свёрнуто.
Похоронен на главном кладбище г. Огре 14 июля 2009 года.

## Семья
Дочь Санита Закревска (Кетнере в девичестве, р. 1974), предприниматель, юрист по образованию. В 1979-м, находясь в годичной командировке в Кабардино-Балкарию, Кетнерс женился на студентке Грозненского университета, которая уехала с ним в Латвию и родила ему двоих детей. Здесь она завершила высшее образование по радиоэлектронике и стала главной помощницей мужа, взяв на себя работу c документацией и часть радиолюбительских публикаций, в том числе под своим именем. Но в 90-е их брак распался, а дети остались с матерью.
Жена во 2-м официальном браке — Наталья Кетнере, редактор и владелец газеты «Неделя Огре» Дочь — Алиса Кетнере (р. 1985), певица и композитор, участница проекта Мишеля Крету — «Enigma». С 200х года выступает под творческим псевдонимом «Fox Lima», который взяла в память об отце (Fox Líma — эфирное произношение двух последних букв позывного В. Кетнерса — YL2FL. Сын Нилс Кетнерс (р. 1987), диджей и предприниматель, наследник торговой марки WalKet.

## Радиолюбительство
Эфирные позывные В.Кетнерса:
- UQ2GFL (СССР)
- YL2FL (ITU) Архивная копия от 12 августа 2014 на Wayback Machine

Участие во Всесоюзных радиовыставках на ВДНХ:
- 1973 — 2-й приз 26-й радиовыставки ВДНХ за ЭМИ «Электрогитара-орган»
- 1981 — главный приз 28-й выставки на ВДНХ за приемник-пеленгатор для радиосоревнований.
- 1984 — приз 30-й выставки на ВДНХ — приз за первый в СССР любительский декодер PAL на доступных деталях («декодер Кетнерса»)
- 1987 — призы 33-й выставки на ВДНХ за прибор для акупунктуры «ЭЛЛАДА-6», радиомикрофон, «стереодискофиксер» и т. д.
- 1989 — Золотая медаль ВДНХ на 34-й радиовыставке за первый в СССР любительский комплекс спутникового телевидения.

## Конструкции
За период с 1970-х по 90-е Кетнерсом были разработаны следующие конструкции:
- «Электрогитара-орган» (26-я радиовыставка, 1973)
- ВЧ преобразователь сигнала
- Приемник-пеленгатор для радиосоревнований (28-я радиовыставка, 1981)
- Кодер системы ПАЛ в генераторе «Электроника ГИС-02Т» (30-я радиовыставка, 1984)
- Декодер PAL на доступных деталях (30-я радиовыставка, 1984)
- Приборы для акупунктуры «ЭЛЛАДА-6» и «ЭЛЛАДА-7» (33-я радиовыставка, 1987)
- Радиомикрофон (33-я радиовыставка, 1987)
- «Стереодискофиксер» (33-я радиовыставка, 1987)
- Многоточечный электронный термометр (33-я радиовыставка, 1987)
- Любительский приёмный комплекс спутникового телевидения (34-я радиовыставка, 1989)

## Звания и награды
- Золотая медаль ВДНХ.
- Почетный радист СССР.